# William Roy Branch
William „Bill“ Roy Branch (* 12. März 1946 in London; † 14. Oktober 2018) war ein britisch-südafrikanischer Herpetologe. Seine Forschungsinteressen galten der Taxonomie, der Biogeographie und der Erhaltung von afrikanischen Reptilien.

## Leben
1968 erlangte Branch den Bachelor of Science und 1971 wurde er mit der Dissertation Studies on a foetal-specific alpha-globulin [AFP] in the rabbit über die Aspekte des fetalen Kaninchenleberstoffwechsels und seine Beziehung zu primärem Leberkrebs an der University of Southampton zum Ph.D. promoviert. Von 1972 bis 1976 war er medizinischer Mitarbeiter an der Abteilung für Biowissenschaften der Atomenergiebehörde in Pretoria, Südafrika. In seiner Postdoktorandenphase von 1976 bis 1979 war er wissenschaftlicher Mitarbeiter an der Abteilung für Biologie der University of Southampton. Von 1979 bis 2011 war er Kurator an der herpetologischen Abteilung des Port Elizabeth Museum. Sein Nachfolger wurde Werner Conradie. Seit 2010 ist er wissenschaftlicher Mitarbeiter an der Nelson Mandela University.
Branch unternahm Exkursionen in 20 afrikanische Länder, darunter in Tansania, Kenia, Somalia, Namibia, Mosambik, Demokratische Republik Kongo, Elfenbeinküste, Gabun, Angola, Lesotho, Madagaskar und Südafrika. Er erstbeschrieb mehr als 40 Reptilienarten, darunter 18 in Zusammenarbeit mit Aaron M. Bauer, sowie die drei Froscharten Vandijkophrynus robinsoni, Hyperolius chelaensis und Hyperolius raymondi.
Von 1997 bis 2003 war Branch Vorsitzender der IUCN/SSC African Reptile & Amphibian Specialist Group.
Branch starb im Oktober 2018 an den Folgen einer Motoneuron-Erkrankung.

## Dedikationsnamen
Im Jahr 2012 wurden die Agamenart Acanthocercus branchi und die Froschart Breviceps branchi nach William Roy Branch benannt. 2019 wurde Branch in den Artepitheta der Schlangenart Atractaspis branchi aus der Familie Lamprophiidae und der Froschlurchart Tomopterna branchi geehrt. 2021 wurde die Krötenart Schismaderma branchi nach ihm benannt.

## Schriften (Auswahl)
- South African Red Data Book – Reptiles and Amphibians, 1988
- Bill Branch’s Field Guide to the Snakes and Other Reptiles of Southern Africa, 1988
- The Dangerous Snakes of Africa: Natural History, Species Directory, Venoms and Snakebite, 1995
- A Photographic Guide to Southern Africa Snakes and Other Reptiles, 1998
- Field Guide to the Snakes and Other Reptiles of Southern Africa, 1998
- Traveller’s Wildlife Guides – Southern Africa: South Africa, Namibia, Botswana, Zimbabwe, Swaziland, Lesotho, and Southern Mozambique, 2003
- Photographic Guide to Snakes and Reptiles of East Africa, 2005
- Tortoises, Terrapins & Turtles of Africa, 2008
- A photographic guide to snakes: Other reptiles and amphibians of East Africa, 2014
- Atlas and Red Data Book of the Reptiles of South Africa, Lesotho and Swaziland, 2014 (mit Michael F. Bates, Aaron M. Bauer, Marius Burger, Johan Marais, Graham J. Alexander & Marienne S. de Villiers)
- Pocket Guide: Snakes & Reptiles of South Africa, 2016